# Llei de Kansas-Nebraska

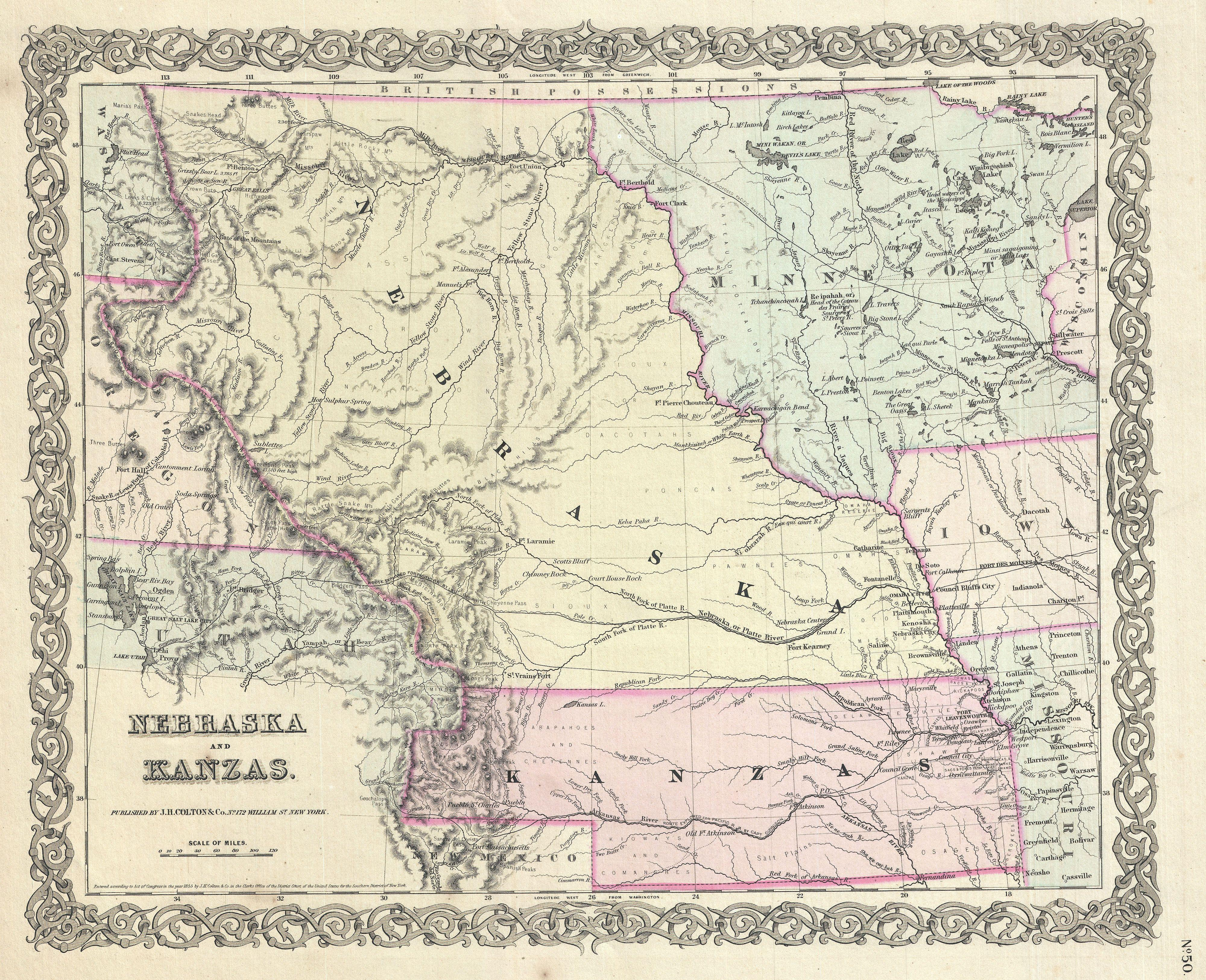
Els Territoris de Kanzas i Nebraska (1855).

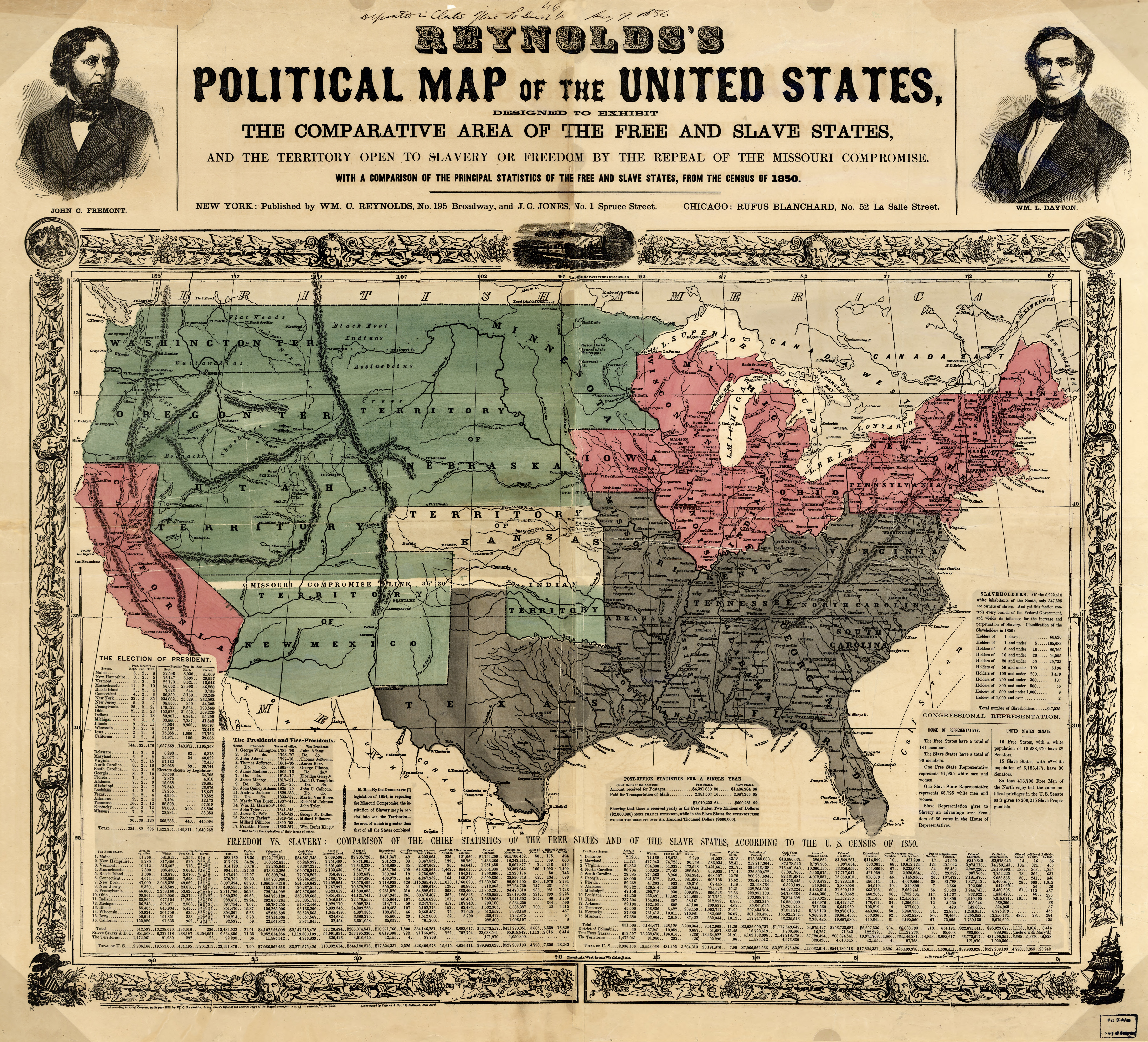
Mapa de 1856 que mostra els estats esclavistes (gris), els lliures (rosa), i els territoris (verd), amb Kansas al centre (blanc).

La Llei Kansas-Nebraska (Kansas–Nebraska Act) és la Llei del Congrés dels Estats Units mitjançant la qual es va crear el Territori de Kansas i el Territori de Nebraska el 1854, i va ser redactada pel senador demòcrata Stephen A. Douglas i el president Franklin Pierce.
El propòsit inicial de la Llei era obrir milers de noves granges i fer possible un ferrocarril transcontinental del Mig Oest. La clàusula de sobirania popular de la llei va conduir elements pro- i anti-esclavistes a inundar Kansas amb l'objectiu de votar una aprovació o un rebuig de l'esclavitud, donant lloc als esdeveniments del Bleeding Kansas (1854-1861) a Missouri i al Territori de Kansas, i que serien part del preludi de la Guerra Civil dels Estats Units (1861-1865).
La Llei de Kansas-Nebraska va dividir la nació, ja que anul·lava pràcticament el Compromís de Missouri de 1820. L'agitació que va causar va dividir els partits Democràta i Whig i va donar ales al Partit Republicà, cosa que va dividir els Estats Units en dos camps polítics importants: el nord republicà i el sud demòcrata.
Posteriorment es va redactar una nova constitució estatal anti-esclavitud, coneguda com la Constitució de Wyandotte. El 29 de gener de 1861, cinc setmanes abans de l'inici de la presidència d'Abraham Lincoln, Kansas va ser admesa a la Unió com a estat lliure, i l'1 de març de 1867 va ser el torn de Nebraska. La Guerra Civil ja havia finalitzat, i l'esclavitud en si mateixa havia estat proscrita en els Estats Units per la Tretzena esmena de la Constitució.